# Pequeri
Pequeri là một đô thị thuộc bang Minas Gerais, Brasil. Đô thị này có diện tích 90,929 km², dân số năm 2007 là 2997 người, mật độ 35,6 người/km².